# Illeana Douglas
Illeana Douglas, född Hesselberg den 25 juli 1965 i Quincy i Massachusetts, är en amerikansk skådespelare.
Hon är barnbarn till skådespelaren Melvyn Douglas och har judiskt påbrå. Illeana Douglas har bland annat medverkat i Martin Scorseses film Cape Fear (1991). Hon har medverkat i ytterligare tre filmer av Scorsese och hade även ett förhållande med honom 1989–1997. Hon var därefter gift med Jonathan Axelrod mellan år 1998 och 2001. 

## Filmografi i urval
- 1989 – New York Stories
- 1990 – Maffiabröder
- 1991 – Cape Fear
- 1991 – Oskyldigt misstänkt
- 1993 – Alive
- 1994 – Quiz Show
- 1995 – Till varje pris
- 1995 – Sökaren
- 1996 – Triss i hjärter
- 1996 – Grace of My Heart
- 1997 – Drömbilden
- 1997 – Bella Mafia
- 1999 – Kärleksbrev
- 1999 – Stir of Echoes
- 1999 – Happy Texas
- 2000 – Det näst bästa
- 2001 – Ghost World
- 2002 – In the Heat of Fire
- 2002 – The New Guy
- 2002 – Pluto Nash
- 2006 – Factory Girl
- 2007 – Coachen
- 2007 – Expired
- 2008 – Otis
- 2014 – Welcome to Sweden (TV-serie)